# Saison 1 de Ghost Adventures
Chronologie
Saison 2
Cet article traite de la première saison des reportages de Ghost Adventures, une équipe américaine de chasseurs de fantômes.

## Distribution

### Personnages principaux
- Zak Bagans
- Nick Groff
- Goodwin Aaron Goodwin

### Personnages récurrents
- Mark et Debbie Constantino, couple spécialiste des PVE

## Liste des épisodes

### Épisode 1:Bobby Mackey’s Music World
- États-Unis :
- France : sur CStar

- Bobby Mackey, propriétaire du club
- Carl Lawson, ancien gardien du club
- Douglas Hensley, auteur
- Monseigneur James Long, prêtre exorciste et président du synode de l'église vieille-catholique des États-Unis

Ce club de musique country qui se situe à Wilder dans le Kentucky fut autrefois un abattoir puis un bar clandestin. En 1896, une femme nommée Pearl Bryan fut décapitée par Scott Jackson et Alonzo Walling, deux individus accusés de rites sataniques. Il est d'ailleurs supposé qu'ils aient utilisé la tête de Pearl Bryan pour effectuer un sacrifice dans la salle du puits du bar. Les deux criminels retrouvés, ils auraient jurer de hanter le bar avant d'être exécutés. Robert Randall, propriétaire, fut également assassiné par le père de sa femme Johanna, dans les années 1930 ; et Johanna se serait suicidé de chagrin par la suite. Dès l'achat du bar en 1978, Janette, la femme de Bob Mackey, aurait été attaquée par des entités de même que Carl Lawson, ancien gardien, exorcisé par un révérend,.

### Épisode 2:Le Manoir Houghton
- États-Unis :
- France : sur CStar

- Paul Marino, historien
- Rachel Branch, descendante d'Albert Houghton
- Paul Oleskiewicz, franc-maçon
- Nick Mantello, franc-maçon
- Josh Mantello, franc-maçon
- Greg Onorato, franc-maçon
- Randy Ransford, franc-maçon
- Michael Carrico, enquêteur paranormal et analyste PVE
- Jeff Kemp, président de l'association maçonnique de North Adams
- Osvaldo Luna, technicien des PVE[3]

Albert Houghton est décédé dans le chagrin en août 1914 à la suite de l'accident mortel ayant coûté la vie de sa fille et de sa femme Mary quelques jours plus tôt. Son chauffeur personnel, John Widders, qui les conduisait lors de l'accident et s'est senti coupable, s'est suicidé dans la cave de la grange le jour suivant.

### Épisode 3:Le Pénitencier de Moundsville
- États-Unis :
- France : sur CStar

- Tom Richardson dit « Redbone », ancien détenu
- Mark et Debby Constantino pour l'analyse des PVE

### Épisode 4:La Maison des Riddle
- États-Unis :
- France : sur CStar

- John Riddle, ancien propriétaire[6]
- Steve Carr, témoin[6]
- Victoria Chouris, directrice de Yesteryear Village[7]
- Sheila Powell, médium[8],[6]
- Marilyn Rhinehart, agent d'entretien[6]
- Jennifer Isay, conservatrice de Yesteryear Village[6]
- Barry Reed, chef de la sécurité[6]

Cette maison bâtie en 1905 servait autrefois pour des cérémonies funéraires et il est raconté qu'un certain « Joseph » s'est pendu dans le grenier. 

### Épisode 5:Les Fantômes de la fonderie Sloss
- États-Unis :
- France : sur CStar

- Richard Neely, historien
- Patrick Shelby, ancien employé[11]
- Michaël Scoggins, gardien de nuit
- Brooke Bowen, témoin
- Kevan Walden, témoin
- Josh Craig
- Houston Williams, ancien employé
- Sarah Knight
- John Hancock, directeur du site[11]
- Billy Tolley, spécialiste des PVE[12]

Cette ancienne fonderie se situe à Birmingham dans l'Alabama. De nombreux accidents du travail s'y sont produits, dont certaines chutes mortelles depuis un haut fourneau. Parmi les fantômes que certains témoins affirment avoir aperçu, on distingue un ancien contremaître réputé sadique et odieux, prénommé « Slag » et décédé en chutant d'un fourneau; même si certains prétendent que des ouvriers l'auraient poussé .

### Épisode 6:L'Hôpital psychiatrique du New Jersey
- États-Unis :
- France : sur CStar

- Bob Williams, historien
- Judy Franklin, témoin
- Rob Feinberg, témoin
- Lauren Feinberg, témoin
- Chris Notarile, témoin
- John DeGennaro, responsable sécurité et incendie
- Jim Chaffee, ancien chef de la sécurité incendie
- Bryan Abel
- Tom Hamilton[15]

Les enquêteurs ont soigneusement évité de dévoiler la localisation exacte de cet asile désaffecté situé au nord de l'État du New Jersey. On sait juste que cet hôpital psychiatrique a été inauguré en 1872 et qu'il a été agrandi en 1875. Des guides locaux affirment que près de 10 000 patients y sont décédés. En 1917, certains patients y sont morts de froid à la suite d'une importante panne de chauffage.

### Épisode 7:Édimbourg capitale des fantômes
- États-Unis :
- France : sur CStar

- Roger Preece, guide
- Jodie Stalker, guide
- Des Brogan, écrivain
- Mark Turner, témoin oculaire
- Nicola Wright, guide
- Rhae McGhee, guide
- Kryss Akari, témoin oculaire
- Joyce Clark, historienne[16]

L'équipe se rend à Édimbourg, capitale de l'Écosse. En journée, les chasseurs de fantômes visitent un cimetière sur le conseil des habitants mais l'enquête se concentre de nuit dans les galeries souterraines de South Bridge, ayant abrité des pauvres et des marginaux. Les différents témoignages parlent d'un homme, cordonnier et d'une femme moins sympathique dans la pièce dite du cordonnier; d'une pièce blanche où la présence d'un enfant, « Jack », aurait été ressentie; et enfin d'un homme grand avec des bottes, esprit plutôt maléfique surnommé « Monsieur Botte ». 

### Épisode 8:Le Pénitencier de Boise
- États-Unis :
- France : sur CStar

Debby Constantino, pour analyser les PVE
Cette prison de l'Idaho a été construite en 1870 par des détenus et a ouvert ses portes en 1872. Elle a fini par fermer ses portes en décembre 1873 après des émeutes en mars de la même année. Il est raconté que dans les douches, un détenu a été violé mortellement par les autres sans toutefois que la date de ce drâme soit précisée. Le dernier condamné à être exécuté dans le pénitencier fut Raymond Allen Snowden, le 18 octobre 1957; une exécution qui ne s'est pas passé comme prévu, le meurtrier mourant après seize longues minutes. 